# Sinfonía n.º 3 (Rimski-Kórsakov)
La Sinfonía nº. 3 en do mayor, Op. 32 fue compuesta por Nikolái Rimski-Kórsakov entre 1866 y 1873 y revisada en 1886.

## Historia
Rimski-Korsakov compuso su tercera sinfonía entre 1866 y 1873. Se estrenó en San Petersburgo en el año 1874, y, a pesar de los elogios de César Cui, fue recibida con bastante tibieza por la audiencia. El propio compositor la consideraba floja en algunas partes, y en 1886, la sometió a una revisión, después de haber hecho lo mismo con su Primera sinfonía. Fue publicada en 1888.

## Estructura
La sinfonía se divide en cuatro movimientos:
1. Moderada assai - Allegro
2. Scherzo: Vivo - Trío: Moderado
3. Andante
4. Allegro con spirito

Está orquestada para dos flautas, dos oboes, dos clarinetes, dos fagotes, cuatro trompas, dos trompetas, tres trombones, una tuba, timbales y cuerdas.